# Symbolique chrétienne primitive
Cet article fournit une liste de symboles utilisés par l'Église chrétienne primitive.

## Liste
- Ancre
- Ange
- Bon Pasteur
- Chrisme
- Colombe
- Corbeau
- Croix
- Evangélistes : Lion, Taureau, Aigle , Homme
- Fenêtre : ronde ou carrée
- Fleur : Rose, Lys,  Violette
- Ichtus (acrostiche)
- Labarum
- Olivier
- Paon
- Poisson
- Styrax
- Vigne